# Anosia liboria
Anosia liboria är en fjärilsart som beskrevs av Gustaaf Hulstaert 1931. Anosia liboria ingår i släktet Anosia och familjen praktfjärilar. Inga underarter finns listade i Catalogue of Life.